# 7208 Ashurbanipal
7208 Ashurbanipal è un asteroide della fascia principale. Scoperto nel 1960, presenta un'orbita caratterizzata da un semiasse maggiore pari a 2,1677751 UA e da un'eccentricità di 0,0722014, inclinata di 2,19333° rispetto all'eclittica.
L'asteroide è dedicato ad Assurbanipal, re assiro del VII secolo a.C.